# Heriberto Tavares
Pour les articles homonymes, voir Tavares.
Heriberto Tavares né le 19 février 1997 à Amadora au Portugal, est un footballeur portugais qui évolue au poste d'ailier gauche au Maccabi Netanya.

## Biographie

### Débuts au Portugal
Passé par le Sporting Portugal et le CF Belenenses notamment, Heriberto Tavares rejoint en 2016 le Benfica Lisbonne. Il joue principalement avec l'équipe réserve. Le 25 juillet 2018 il est prêté pour la saison 2018-2019 au Moreirense FC. Heriberto Tavares joue son premier match de Liga NOS lors de la première journée, le 12 août 2018, face à un club où il a été formé, le Sporting CP. Son équipe est battue sur le score de trois buts à un ce jour-là mais il inscrit également son premier but lors de ce match. Il est à nouveau buteur lors de la journée suivante, le 19 août contre le CD Nacional. Son but donne la victoire aux siens alors que les deux équipes se neutralisaient jusqu'ici (1-2).
Le 16 juillet 2019 Heriberto Tavares est prêté pour la saison 2019-2020 au Boavista FC,. Il joue son premier match de championnat avec Boavista le 11 août 2019 face au CD Aves. Il entre en jeu ce jour-là et son équipe s'impose sur le score de deux buts à un.

### Stade brestois
Le 2 août 2020, Heriberto Tavares s'engage officiellement avec le Stade brestois 29 pour quatre ans. Il joue son premier match, le 23 août 2020, pour la première journée de la saison 2020-2021 de Ligue 1 face au Nîmes Olympique. Il entre en jeu à la place d'Haris Belkebla et son équipe s'incline lourdement par quatre buts à zéro. Tavares est toutefois très peu utilisé par Olivier Dall'Oglio et ne parvient donc pas à s'imposer.

### FC Famalicão
Le 11 janvier 2021, il est prêté jusqu'à la fin de la saison au FC Famalicão. Le 12 mai 2021, il inscrit son deuxième but de la saison face au Vitória de Guimarães en championnat, d'une frappe enroulée à l'entrée de la surface, donnant ainsi la victoire à son équipe (1-2 score final).

### GD Estoril-Praia
Le 4 juillet 2023, Heriberto Tavares rejoint le GD Estoril-Praia. Il signe un contrat de trois ans, soit jusqu'en juin 2026.

### Maccabi Netanya
Le 6 juillet 2024, Heriberto Tavares quitte le GD Estoril-Praia seulement un an après son arrivée afin de s'engager en faveur du Maccabi Netanya sans frais de transfert mais le GD Estoril-Praia garde 30 % du joueur sur un éventuel transfert.

### En sélection
Le 14 novembre 2017 Heriberto Tavares joue son premier match avec l'équipe du Portugal espoirs contre la Suisse. Les Portugais s'imposent sur le score de deux buts à un ce jour-là. Le 11 octobre 2018 Tavares réalise un quadruplé lors de la large victoire des espoirs face au Liechtenstein (0-9).

## Statistiques
| Saison                | Club                   | Championnat           | Championnat | Championnat | Coupe nationale | Coupe nationale | Coupe de la Ligue | Coupe de la Ligue | Total | Total |
| Saison                | Club                   | Division              | M.          | B.          | M.              | B.              | M.                | B.                | M.    | B.    |
| 2018-2019             | Moreirense FC (prêt)   | Liga NOS              | 32          | 6           | 3               | 1               | 1                 | 0                 | 36    | 7     |
| Sous-total            | Sous-total             | Sous-total            | 32          | 6           | 3               | 1               | 1                 | 0                 | 36    | 7     |
| 2019-2020             | Boavista FC (prêt)     | Liga NOS              | 28          | 4           | 1               | 0               | 1                 | 0                 | 30    | 4     |
| Sous-total            | Sous-total             | Sous-total            | 28          | 4           | 1               | 0               | 1                 | 0                 | 30    | 4     |
| 2020-2021             | Stade brestois 29      | Ligue 1               | 4           | 0           | -               | -               | -                 | -                 | 4     | 0     |
| Sous-total            | Sous-total             | Sous-total            | 4           | 0           | -               | -               | -                 | -                 | 4     | 0     |
| 2020-2021             | FC Famalicão (prêt)    | Primeira Liga         | 17          | 2           | -               | -               | -                 | -                 | 17    | 2     |
| 2021-2022             | FC Famalicão           | Liga Portugal Bwin    | 7           | 0           | 2               | 1               | 1                 | 1                 | 10    | 2     |
| Sous-total            | Sous-total             | Sous-total            | 24          | 2           | 2               | 1               | 1                 | 1                 | 27    | 4     |
| 2022-2023             | SD Ponferradina (prêt) | LaLiga2               | 18          | 0           | 1               | 0               | 4                 | 0                 | 23    | 0     |
| Sous-total            | Sous-total             | Sous-total            | 18          | 0           | 1               | 0               | 4                 | 0                 | 23    | 0     |
| Total sur la carrière | Total sur la carrière  | Total sur la carrière | 106         | 13          | 7               | 2               | 7                 | 1                 | 120   | 16    |